# 瓦尔斯 (上阿尔卑斯省)
瓦尔斯（法語：Vars，法語發音：[vaʁs]）是法国上阿尔卑斯省的一个市镇，位于该省东部偏南，属于布里扬松区。

## 地名
该地名“Vars”发音为[vaʁs]，字母“s”发音，《世界地名翻译大辞典》与《世界地名译名词典》将其误译作“瓦尔”。

## 地理
瓦尔斯（44°35'42"N, 6°41'23"E）面积92.2 平方千米，位于法国普罗旺斯-阿尔卑斯-蓝色海岸大区上阿尔卑斯省，该省份为法国东南部内陆省份，北起萨瓦省，西北接伊泽尔省，西南接德龙省，南至上普罗旺斯阿尔卑斯省，东北部与意大利接壤。
与瓦尔斯接壤的市镇（或旧市镇、城区）包括：于拜河畔圣保罗、塞亚克、克雷武、吉耶斯特尔、里苏勒、圣安德烈当布兰。
瓦尔斯的时区为UTC+01:00、UTC+02:00（夏令时）。

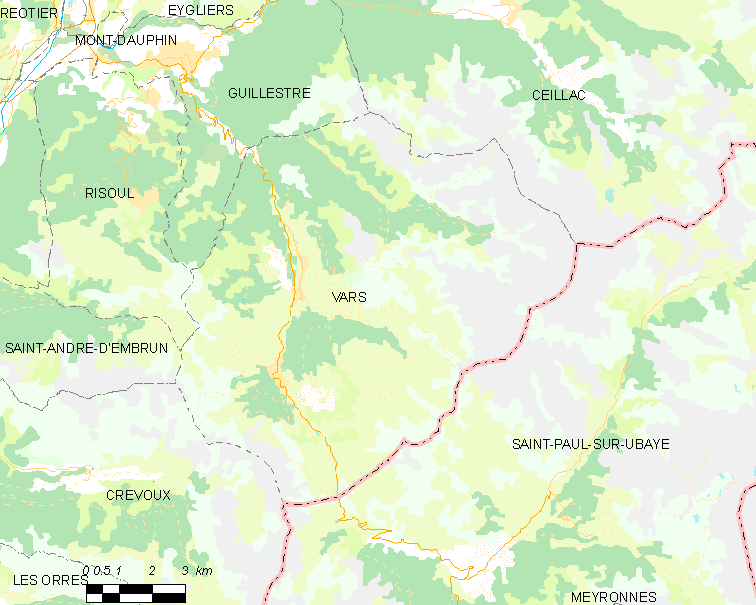
瓦尔斯的OSM定位图

## 行政
瓦尔斯的邮政编码为05560，INSEE市镇编码为05177。

## 政治
瓦尔斯所属的省级选区为吉耶斯特尔县。

## 人口

1962-2008年间瓦尔斯人口变化图示

瓦尔斯于2022年1月1日时的人口数量为592人。